# Voo Southwest Airlines 1392
O incidente no Aeroporto Internacional de Austin ocorreu em 7 de maio de 2020, envolveu um homem adulto que violou a segurança do aeroporto e foi fatalmente atingido por um Boeing 737-700 da Southwest Airlines, operando o Voo Southwest Airlines 1392, entre o Aeroporto de Dallas Love Field e Aeroporto Internacional de Austin-Bergstrom ao pousar na pista 17R. Não foram relatados feridos nos passageiros ou tripulantes da aeronave, no entanto, o avião sofreu danos à nacele do motor esquerdo.
O incidente e a violação de segurança estão sendo investigados pela Administração Federal de Aviação (FAA), e autoridades locais com a Administração de Segurança nos Transportes.

## Aeronave
A aeronave do incidente foi um Boeing 737-7H4, prefixo N401WN. Foi fabricado em 2001 para a Southwest Airlines. Em 10 de maio, a aeronave foi colocada de volta ao serviço.

## Incidente
Aproximadamente às 20:12, o Voo 1392 relatou que "viram um indivíduo não autorizado" na pista antes de o avião pousar. Pouco tempo depois, um piloto do voo 1392 relatou ter visto uma pessoa na pista logo após o avião pousar. Uma busca subsequente com um veículo de operação do aeroporto encontrou um corpo na pista e a vítima adulta foi declarada morta no local. Um porta-voz dos Serviços Médicos de Emergência do Condado de Austin disse que "nenhuma medida de salvamento" foi executada porque "a pessoa estava obviamente morta".
A vítima não estava autorizada a estar na pista no momento. Pouco depois do incidente, a pista foi fechada para investigação pela Administração Federal de Aviação. A CBS News revelou que a nacele do motor esquerdo da aeronave havia sido danificada, mas as autoridades não confirmaram que o dano estava diretamente relacionado ao impacto com o pedestre.

## Investigação
Em uma declaração em 8 de maio, o site da cidade de Austin relatou que o Conselho Nacional de Segurança nos Transportes (NTSB) "delegou [sua] autoridade ao Departamento de Polícia de Austin para conduzir a investigação". No mesmo dia, um gerente de comunicações do aeroporto confirmou que a vítima não era um funcionário do aeroporto com crachá.  Em 11 de maio, o Departamento de Polícia de Austin identificou a vítima como Junin Ko, de 22 anos, e um porta-voz do aeroporto caracterizou a ocorrência como uma "violação de segurança" e uma "incursão na pista", mas se recusou a comentar sobre como Ko invadiu a pista.